# 菊地麻衣
菊地 麻衣（きくち まい、2005年11月1日 - ）は、日本の女優、タレントである。ホリプロスタースタジオに所属する。

## 人物
元子役、英語・スキー・ピアノを好む。黒髪ロングヘアー、古風な和風顔がトレードマーク。

## 出演

### テレビドラマ
- 東京撫子
- アンフェア the special
- 咲-Saki-（2016年、MBS・TBS） - 天江衣 役[1]
- 小さな橋で（2017年9月18日、BSスカパー!） - およし 役
- Missデビル 人事の悪魔・椿眞子（2018年4月14日 - 6月16日、日本テレビ） - 椿眞子（幼少期） 役
- dele 第4話（2018年8月17日、テレビ朝日系） - 松井美香（幼少期）役
- W県警の悲劇（2019年7月27日、テレビ東京系） - 松永菜穂子（幼少期）役
- 赤ひげ2（2019年11月1日、NHKBS時代劇） - およね（幼少期）役
- 津田梅子〜お札になった留学生〜（2022年3月5日、テレビ朝日）- 伊藤生子 役
- RISKY 第5話（2021年4月23日〈22日深夜〉、MBS） - 黒田美香（中学期）役
- Get Ready! 第6話（2023年2月12日、TBS） - 嶋崎水面の部活仲間 役
- 夫を社会的に抹殺する5つの方法 第8話・第9話（2023年3月1日・8日、テレビ東京） - 奥田和美（18歳）役
- DIY!! -どぅー・いっと・ゆあせるふ-（2023年7月5日 - 8月30日、MBS・TBS） - 幸希心 役[2]
- 晩酌の流儀3 第11話（2024年9月14日、テレビ東京） - 大木一子 役

### 映画
- ただいま、ジャクリーン（2013年3月9日、映画美学校）
- 貞子3D2（2013年8月30日、角川書店）
- 劇場版 零〜ゼロ〜（2014年9月26日、KADOKAWA）
- マザー（2014年9月27日、松竹メディア事業部）
- MIRACLE デビクロくんの恋と魔法（2014年11月22日、アスミック・エース）
- 貞子vs伽椰子（2016年6月18日、KADOKAWA） - 珠緒 役
- 咲-Saki-（2017年2月3日、プレシディオ）- 天江衣 役[1]
- 去年の冬、きみと別れ（2018年3月10日、ワーナー・ブラザース映画）- 木原坂朱里（幼少期） 役
- 春待つ僕ら（2018年12月14日、ワーナー・ブラザース映画）
- コンフィデンスマンJP -ロマンス編-（2019年5月17日、東宝）
- 二宮金次郎（2019年6月1日）- たみ（幼少期） 役
- ある船頭の話（2019年9月13日）
- ファーストラヴ（2021年2月11日、KADOKAWA）- 真壁由紀（少女期） 役
- 星屑の子（2021年4月27日、短編映画）
- 耳をすませば（2022年10月14日、松竹）

### バラエティ
- 解決!ナイナイアンサー
- 嵐にしやがれ
- ボキャブライダー on TV

### CM
- 日本公文教育研究会
- 任天堂「ポケモンアートアカデミー」
- Google Nexus・Nexus 7

### 広告
- 市進ホールディングス•市進学院 - 主要生徒 役
- サレジアン国際学園中学校高等学校 - 生徒 役

### PV
- 小林未郁「終わらない回廊 Endless Corridor」（2019年12月25日）
- uru 「ファーストラヴ」（2021年2月10日）